# Carlos Germano
Carlos Germano Schwambach Neto (Domingos Martins, 14 de agosto de 1970) é um ex-futebolista brasileiro, tendo atuado na posição de goleiro.
Após encerrar sua carreira de jogador, seguiu a carreira no futebol como treinador de goleiros e depois foi convidado para ser auxiliar técnico. Germano já foi treinador de goleiros no Club de Regatas Vasco da Gama.
Atualmente é subsecretário de Formação e Rendimentos na Secretária de Esporte e Lazer (Sesport) do Governo do Estado do Espírito Santo.

## Carreira

### Como goleiro
Goleiro seguro e de bastante regularidade, Carlos Germano foi revelado pelo Vasco da Gama, onde esteve no time profissional do clube de 1990 a 1999, tendo atuações destacadas no Campeonato Brasileiro de 1997, quando o clube cruzmaltino conquistou o tricampeonato e o jogador foi eleito o melhor goleiro da competição, ganhando a Bola de Prata. Pelo Vasco da Gama, o jogador a vestiu a camisa cruzmaltina em 470 jogos.
Começou no Infantil do próprio Vasco, em 1985. Passou a jogar nos profissionais em 1990 e ganhou a vaga de titular no Estadual de 1991. Foi defendendo o Vasco da Gama que atingiu a marca de 933 minutos sem sofrer gols, entre 24 de novembro de 1991 e 27 de setembro de 1992, ficando em 65º na lista da IFFHS.  No Brasileiro de 1992, cedeu lugar a Régis porque foi convocado para a Seleção Pré-Olímpica. 
Após nove anos pelo Vasco da Gama, Carlos Germano deixou o clube por causa de um desentendimento com a diretoria do clube na hora da renovação do contrato. O clube estava próximo de disputar o Campeonato Mundial de Clubes e o goleiro acabou ficando de fora da competição (embora já estivesse inscrito).
Não foi a primeira vez que Carlos Germano teve problemas para renovar o seu contrato. Antes do início do Campeonato Brasileiro de 1997, o jogador e a diretoria ficaram presos num impasse. Isso fez com que Carlos Germano não disputasse os primeiros jogos da campanha do título nacional. Na época o Flamengo surgiu como interessado na contratação do goleiro e o seu presidente Kléber Leite fez o depósito judicial na FERJ e tentou convencer Carlos Germano a assinar pelo rival. O jogador não aceitou a proposta e pouco tempo depois renovou o contrato com o Vasco da Gama. Mais tarde, no final da carreira, comentando sobre aquela possibilidade de jogar pelo rubro-negro, o goleiro foi taxativo:
| “ | Em todos os outros clubes que atuei, com exceção do Penafiel, enfrentei o Vasco. Mas vestir rubro-negro nem pensar. | ” |

Em 2000, enquanto o Vasco da Gama disputava o Campeonato Mundial, Carlos Germano, que já não era jogador do clube, acertou com o Santos, onde ficou por um ano.
No início de 2001, o jogador transferiu-se para a Portuguesa de Desportos para mais um contrato de um ano por empréstimo.
Contratado em 2002 pelo Internacional, Carlos Germano deixou a equipe gaúcha sem disputar nenhuma partida. O goleiro permaneceu no clube, treinando, por mais de duas semanas, mas não conseguiu sua liberação na Justiça do Trabalho nem acordo com o Santos, detentor de seus direitos federativos. Em virtude da lesão do titular João Gabriel e da necessidade de um outro goleiro, a direção do Internacional acabou acertando a contratação do goleiro Clemer, reserva do Flamengo, e desistindo de Carlos Germano.
Em 2002, voltou ao Rio de Janeiro, agora para jogar pelo Botafogo. A passagem foi inglória e o Botafogo foi rebaixado para a Série B, mesmo assim Germano se destacou como um dos poucos jogadores que se salvaram daquela campanha desastrosa. Apesar da diretoria querer prorrogar o contrato de seis meses e manter o jogador por mais tempo, isso acabou não acontecendo pois as negociações para a renovação arrastaram-se por meses e Carlos Germano acabou aceitando uma proposta do Paysandu, onde voltou a trabalhar com o zagueiro Tinho, seu antigo companheiro de equipe no Vasco da Gama.
Após um ano pelo clube de Belém, Carlos Germano voltou mais uma vez ao Rio de Janeiro. O jogador aceitou disputar o Campeonato Carioca pelo rubro carioca e depois o goleiro mudou de clube mais uma vez, agora seguindo para o Madureira.
Em 2005, o goleiro teve a oportunidade de defender um clube estrangeiro quando assinou o Penafiel de Portugal. O goleiro tinha um contrato até a o fim da temporada de 2006, porém o mesmo foi rescindido no fim de 2005 e Carlos Germano regressou ao Brasil.

### Como preparador de goleiros
Sem nenhuma oferta para continuar a carreira de goleiro, Carlos Germano treinou por alguns meses no Vasco da Gama para manter a forma. Em 2007, ele formou-se como técnico de futebol e surgiu uma proposta do Joinville Esporte Clube para exercer a função de treinador de goleiros na temporada de 2008. Carlos Germano encerrava oficialmente a carreira de 17 anos como goleiro e iniciava uma nova carreira, agora como treinador de goleiros.
Na mesma temporada regressou ao Vasco, assumindo o cargo de treinador de goleiros.
Após 6 anos no Vasco trabalhando no cargo de treinador de goleiros, Carlos Germano deixa o clube, após a mudança de diretoria.

## Seleção Brasileira
Pela Seleção Nacional do Brasil, Carlos Germano foi sempre convocado nas categorias inferiores. Conquistou em 1988 o Campeonato Sul-Americano de Sub-20, pela seleção da categoria. Também foi Campeão do Torneio de Verão, em 1990.
Teve sete convocações para a Seleção Brasileira principal, sendo a primeira, em 1993, por Carlos Alberto Parreira. Disputou 9 jogos, foi campeão da Copa América de 1997 e esteve presente na disputa da Copa do Mundo de 1998, como reserva imediato de Taffarel, quando a seleção terminou em segundo lugar.

## Política
Na eleições municipais de 2012, Germano concorreu a vereador da cidade de Cachoeiras de Macacu pelo PMDB, porém não foi eleito.

## Vida pessoal
Pertence à extensa família de origem alemã há muito estabelecida no estado do Espírito Santo.

## Títulos
Vasco da Gama
- Campeonato Carioca: 1992, 1993, 1994, 1998
- Taça Guanabara: 1992, 1994, 1998
- Taça Rio: 1992, 1993, 1998, 1999
- Copa Rio Estadual: 1992 e 1993
- Campeonato Brasileiro: 1997
- Copa Libertadores da América: 1998
- Torneio Rio-São Paulo: 1999
- Torneio João Havelange: 1993
- Taça Adolpho Bloch: 1990
- Torneio da Amizade (África): 1991
- Troféu Cidade de Zaragoza: 1993
- Troféu Cidade de Barcelona: 1993
- Troféu Palma de Mallorca: 1995
- Troféu Bortolotti: 1997

Seleção Brasileira
- Campeonato Sul-Americano Sub-20: 1988
- Copa América: 1997
- Copa do Mundo: 1998 (Vice-Campeão Mundial)

### Conquistas pessoais
- Prêmio Charles Miller melhor goleiro: 1994
- Bola de Prata da Revista Placar: 1997

## Títulos como treinador de goleiros
Vasco da Gama
- Campeonato Brasileiro - Série B:  2009
- Copa do Brasil: 2011